# Paule Minck
Pour les articles homonymes, voir Minck.
Adèle Pauline Mekarski, dite Paule Mink ou Minck, née le 9 novembre 1839 à Clermont-Ferrand et morte le 28 avril 1901 à Paris, est une femme de lettres, journaliste et oratrice socialiste, Communarde et féministe. Après sa participation à la Commune de Paris, Mink s'exile pour échapper à la répression touchant les communards ; elle revient ensuite en France et poursuit son militantisme socialiste et féministe dans la France fin de siècle.
Mink est aussi une influence notable pour d'autres activistes ; en particulier Ravachol, qui la crédite comme étant une influence importante de sa pensée.

## Biographie
D’origine polonaise par son père, le comte Jean Nepomucène Mekarski, cousin du roi Stanislas II de Pologne, saint-simonien réfugié en France en 1831 à la suite de la répression de la révolution polonaise et française par sa mère, Jeanne-Blanche Cornelly de La Perrière, sœur de l’ingénieur Louis Mékarski, Paule Mink reçut, ainsi que ses deux frères, une solide instruction de son père réduit, pour subsister, à travailler comme fondé de pouvoir dans une perception.

### Début dans le socialisme révolutionnaire et le féminisme
Après un mariage avec le prince et ingénieur polonais Bohdanowicz, dont elle aura deux filles, elle est obligée de gagner sa vie comme journaliste, à la suite de leur séparation. Ardente républicaine depuis l’âge de seize ans, elle est tout naturellement hostile au Second Empire, et se tourne vers le socialisme révolutionnaire, après avoir pris conscience, à travers les conférences de Maria Deraismes, de la nécessité de lutter pour le droit des femmes, et notamment de celui des travailleuses,. Elle est animée par des idées radicales, notamment un fort anticléricalisme, qui l'amène à défendre la législation du divorce, contre la représentation sacrée du mariage. 
On a dit [...] que le mariage, c'était l'institution divine ; c'est pour cela que nous n'en voulons pas, parce que nous ne voulons ni de Dieu, ni de puissances.
Montée à Paris en 1867, elle milite, dans les dernières années de l’Empire, aux côtés d’André Léo, tout en gagnant sa vie avec des travaux d’aiguille et en donnant des cours de langue.
En 1868, elle fonde une organisation mutualiste féministe révolutionnaire nommée la « Société fraternelle de l’ouvrière », adhère à l'association Internationale des travailleurs, en défendant les droits des femmes au travail salarié et l’égalité salariale.  Elle collabore avec Maria Deraismes à une série de conférences publiques sur le travail des femmes restées dans les annales pour avoir été les premières réunions publiques autorisées sous l’Empire. En 1869, elle cofonde, avec Maria Deraismes, Louise Michel et Léon Richer, la Société pour la revendication des droits civils des femmes, qu'elle préside et lance le journal républicain les Mouches et l’Araignée, qui se voit interdit de parution par le pouvoir dès le deuxième numéro. Dans ce journal, elle critique Napoléon III, le comparant à une araignée dévorant le peuple, le peuple étant représenté par les mouches dans son discours.

### Participation à la Commune de Paris
Lorsque la guerre de 1870 éclate, elle organise la défense d’Auxerre contre les Prussiens, ce qui lui vaut de se voir offrir la légion d’honneur, mais qu’elle refuse. En 1871, lors de la Commune de Paris, tandis qu’André Léo collabore avec l’Union des femmes pour la défense de Paris et les soins aux blessés, elle ouvre une école professionnelle gratuite à l’église Saint-Pierre de Montmartre et anime le Club de la Victoire qui se réunit à l'église de Saint-Sulpice, rive gauche. Elle intervient aussi dans des réunions du Club de Notre-Dame-de-la-Croix à Ménilmontant, du Club de Saint-Nicolas-Des-Champs et du Club de la Délivrance à l'église de la Trinité et participe, en outre, à l'organisation d'un corps d'ambulances. Dans ces espaces de démocratie directe, toute personne souhaitant y prendre la parole en avait la possibilité. Benoît Malon, plus proche d'un socialisme modéré, décrit ces églises reconverties en espaces de réunion comme des lieux où « des orateurs improvisés prêchaient [...] la sainte révolte des pauvres, des exploités, des opprimés [...] et surexcitaient les énergies pour le combat décisif. »
Paule Mink collabore au journal Paris libre de Pierre Vésinier et fait partie, avec Louise Michel, du Comité de vigilance de Montmartre présidé par Sophie Poirier.
Propagandiste énergique, elle anime des clubs révolutionnaires aussi bien à Paris qu'en province : c'est là qu'elle se trouve, envoyée en mission par la Commune, pendant la Semaine sanglante.

### Exil en Suisse
Elle parvient ainsi à échapper à la répression et s’enfuit en Suisse, cachée dans le tender d’une locomotive. Elle vit en Suisse et à Genève misérablement entre 1871 et 1880 , en donnant des leçons, en faisant des travaux d'aiguille et en rédigeant des articles de presse. Elle est condamnée par contumace à être déportée en Nouvelle Calédonie (sentence dont écope Louise Michel qui, elle, sera déportée). Lors d'une conférence à Genève elle clame 
Nous sommes des pétroleuses et c'est avec honneur que nous revendiquons ce titre.
Georges Favon à Genève viendra au secours de réfugiés et réfugiées de la Commune de 1871. On a retrouvé chez lui une lettre que Paule Mink adresse à la Tribune de Genève pour réfuter des accusations portées contre elle. Le journal la décrit ainsi : 
Si la révolution se fait, on pourra bien l'appeler la révolution des femmes, car elle aura été conduite par deux mégères de distinction : Louise Michel et Paule Minck. Je ne sais trop qui est la plus folle de ces spécimens du beau sexe.
Elle ne reviendra en France qu’à la proclamation de l’amnistie des Communards. Initialement blanquiste, elle s'oriente vers les positions de Bakounine et fait la connaissance de Jules Guesde, également émigré en Suisse, tout en correspondant activement avec des militantes féministes et franc-maçonnes comme Marie Bonnevial.

### Retour en France et engagements politiques
De retour en France, en 1880, elle séjourne à Lyon, Marseille et Montpellier. Dix ans après la répression de la Commune, Paule Mink continue à défendre ses idées révolutionnaires :
« On avait cru que cette commune était finie. Non ! Elle est plus vivante que jamais [...] c'est nous qui, en 1871, avons sauvé la République [...] Il faut que nous ayons la liberté absolue, si on ne veut pas la donner, il faut la prendre. Ce que nous voulons, c'est la république démocratique. »
Déléguée, la même année, au Congrès du Havre de la Fédération du Parti des travailleurs socialistes de France, elle milite pour un égal accès à l'instruction et elle défend ardemment le collectivisme socialiste contre le mutualisme proudhonien, en prenant la parole, malgré le président qui tente de l’arrêter en déclarant que la question a déjà été décidée, continuant à occuper le podium jusqu’à ce qu’au milieu d’un tumulte incroyable, l’on soit obligé d’ajourner le congrès.  

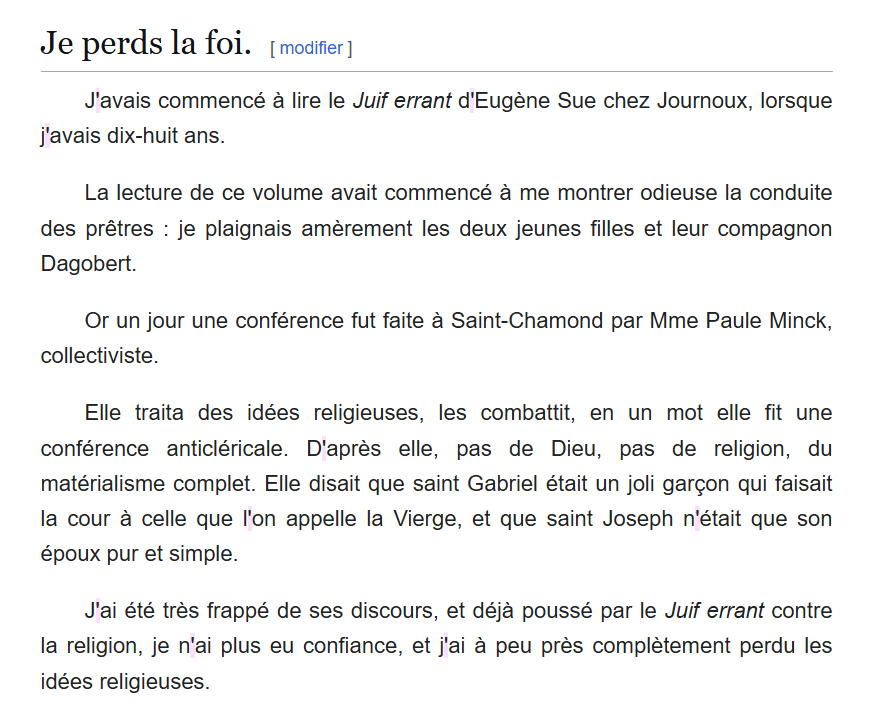
Témoignage de Ravachol dans ses Mémoires au sujet de l'influence de Minck sur sa pensée religieuse

L’année suivante, en 1881, elle prend fait et cause pour une nihiliste russe qui a commis un attentat contre le tsar de Russie, ce qui lui vaut d'être emprisonnée. Pour ne pas être expulsée de France, elle épouse un ouvrier anarchiste, Negro, afin d'obtenir la nationalité française. Il reconnaît les deux filles qu'elle a eues avec le peintre Jean-Baptiste Noro. Le couple a deux autres enfants, Lucifer Blanqui Vercingétorix, mort en bas âge, et Spartacus Blanqui Révolution, renommé Maxime par le tribunal.
Elle donne des conférences, et c’est en assistant à l’une d’entre elles, le 3 décembre 1881, à Saint-Chamond, que Ravachol achèvera de se convaincre d’abandonner des idées religieuses déjà entamées par la lecture du Juif errant d’Eugène Sue,,. Elle est aussi en contact avec plusieurs figures importantes de l’anarchisme à partir de 1894 comme Malatesta, Sébastien Faure et Auguste Vaillant.

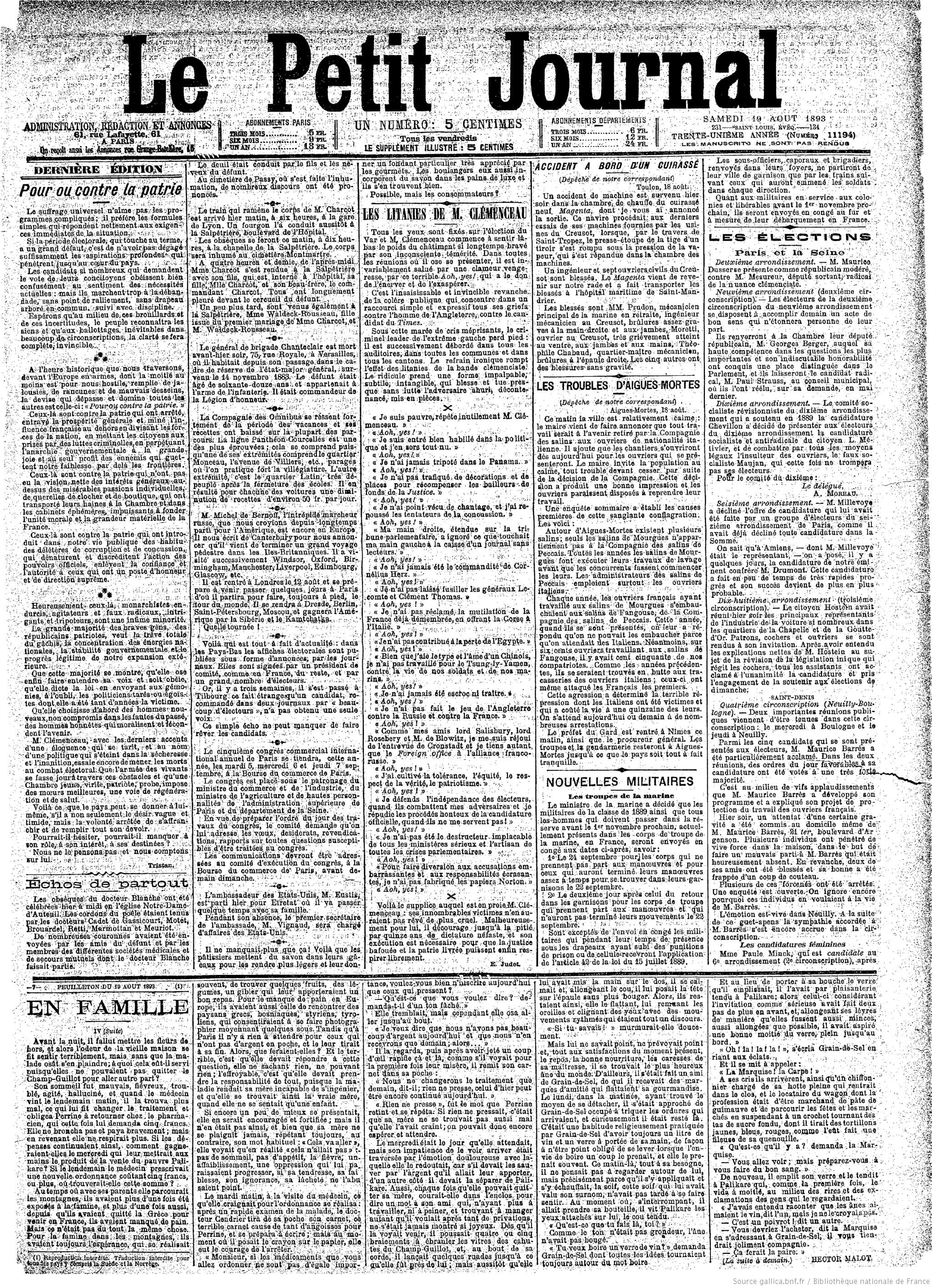
Une du Petit Journal du 19 août 1893 signalant la candidature de Paule Minck dans le 6e arrondissement de Paris.

Elle participa activement au Parti ouvrier français, fondé en 1882 par Jules Guesde. Sa candidature de facto aux législatives de 1893 dans le VIe arrondissement de Paris fut relatée par Le Petit Journal du 19 août 1893, quotidien tirant, à l’époque, à un million d’exemplaires : 

« Après avoir fait, par deux fois différentes, sa déclaration de candidature, [elle] a reçu de M. le préfet de la Seine une déclaration officielle lui disant qu’il ne peut accepter sa déclaration, les femmes n’ayant pas les droits de citoyen.
Mme Paule Minck a décidé de passer outre et de faire quand même acte de candidat afin d’établir par des faits le principe de l’égalité de la femme.
Hier soir, en effet, dans une réunion électorale tenue salle Octobre, l’assemblée, très nombreuse, a acclamé la candidature de protestation de la citoyenne Paul [sic] Minck. »

### Journalisme engagé

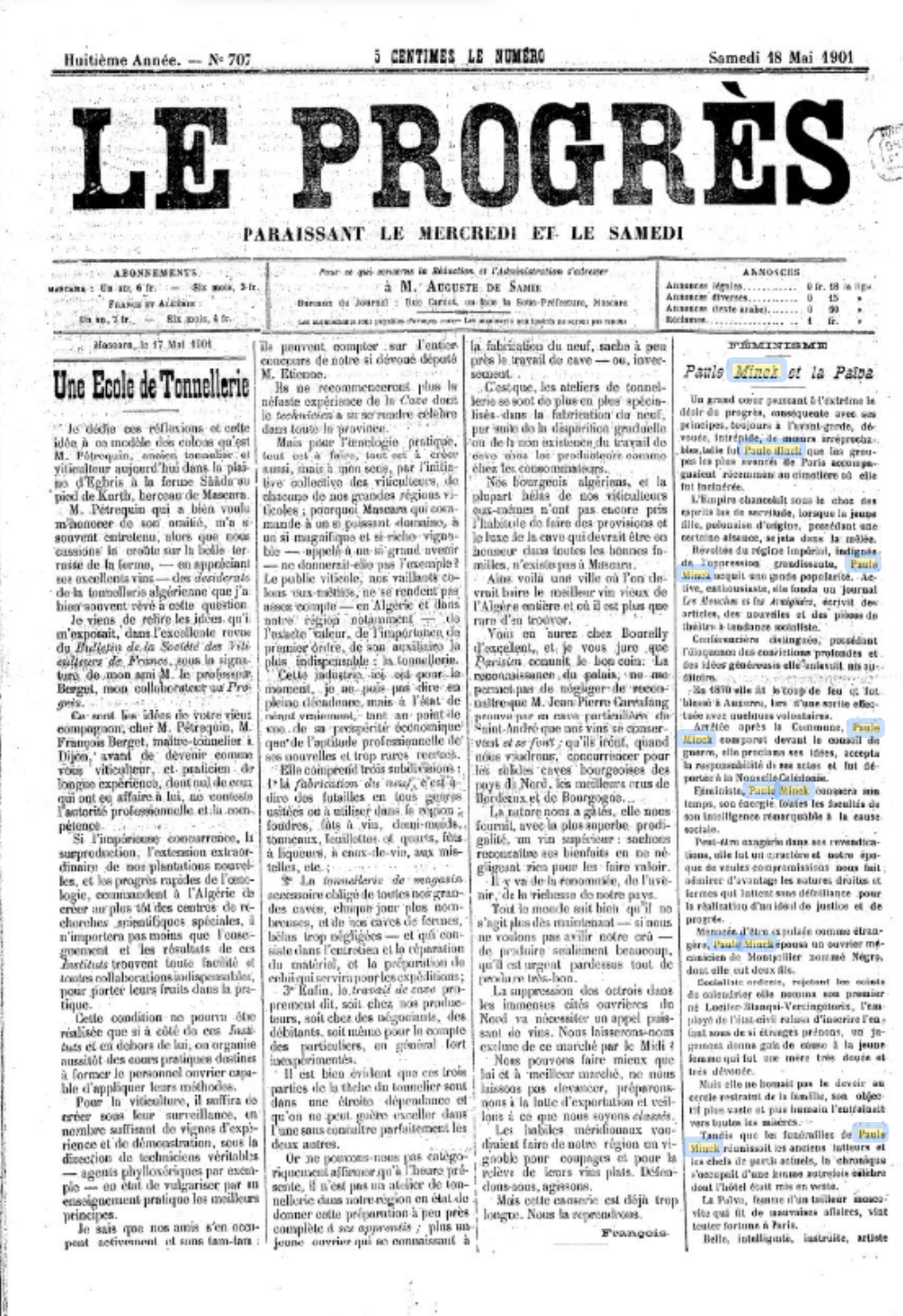
Hommage dans le journal Le Progrès du 18 mai 1901 : « Féminisme : Paule Minck et la Païva ».

En 1888, elle fut rédactrice en chef au journal perpignanais le Socialiste des Pyrénées-Orientales, avant de revenir à Paris où elle fut une des principales rédactrices du journal fondé par Maurice Barrès La Cocarde, paru de 1894 à 1895. Elle collabora également à la Petite République, à l’Aurore, ainsi qu’au quotidien féministe la Fronde, fondé en 1897 par Marguerite Durand.
En 1894, elle avait fait jouer deux petites pièces au Théâtre-Social : Qui l'emportera ? et le Pain de la honte. Pendant la répression de janvier et février 1894, Minck propose à Auguste Vaillant de s'occuper de sa fille, Sidonie Vaillant, après sa condamnation à mort. Minck l'accompagne avec sa mère adoptive, Madame Marchal, pour qu'elle puisse visiter son père. Cette demande est accordée à Marchal et Vaillant.
Au cours de l’affaire Dreyfus, elle s’engagea aux côtés des dreyfusards. Elle avait été reçue à la loge maçonnique mixte du Droit humain.
À sa mort, elle est incinérée au cimetière du Père-Lachaise, où se presse une foule de socialistes, anarchistes, féministes, le 1er mai 1901, lors de la journée internationale des travailleurs. Ses cendres sont déposées dans une concession gratuite du columbarium du Père-Lachaise (case no 1029). La concession est renouvelée jusqu'en 1931 avant d'être reprise par l'administration.
Le journal Le Progrès lui rend hommage dans un article du 18 mai 1901 intitulé « Paule Minck et la Païva », qui se termine par ces mots : « La courtisane élève encore des palais avec l'or prélevé sur la misère et l'on raille la femme qui revendique des droits égaux à ceux des hommes ».
Journal de Paul Léautaud au 12 mai 1929 : « Hier matin, visite de la fille de Paule Minck […]. Cette pauvre femme toujours dans la misère noire. Donné 20 francs. »

## Hommages et postérité

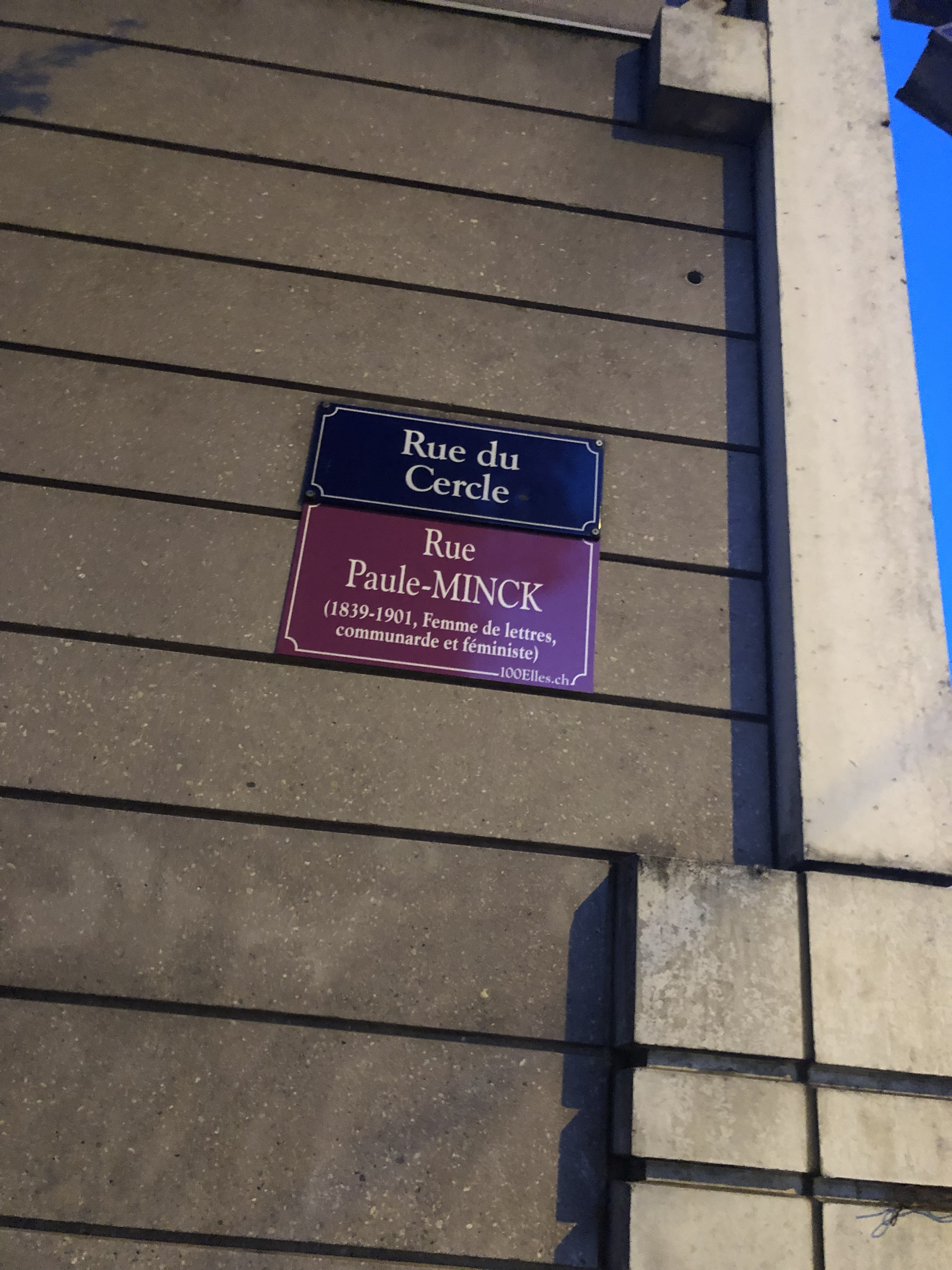
Renommage d'une rue en hommage à Paule Minck à Genève en 2019.

En 2019 à Genève, dans le cadre du projet « 100Elles* », l'association l'Escouade renomme temporairement une rue à son nom. En 2021, à l'occasion du 150e anniversaire de la Commune de Paris, un jardin public du 20e arrondissement de Paris est inauguré sous le nom de « jardin Paule-Minck ».

## Écrits
- « Pétard féminin », Le coup de feu, no 2, octobre 1885, p. 11, lire en ligne sur Gallica
- « La femme en Algérie », Le coup de feu, no 5, janvier 1886, p. 12, lire en ligne sur Gallica
- « Lever d'aurore », Le coup de feu, no 12, août 1886, p. 4, lire en ligne sur Gallica
- « La femme en Algérie », Le coup de feu, no 14, octobre 1886, p. 14, lire en ligne sur Gallica
- « Misère ! », Le coup de feu, no 18, février 1887, p. 4, lire en ligne sur Gallica
- « La semaine terrible », Le coup de feu, no 22, juin 1887, p. 7, lire en ligne sur Gallica